# Леди Макбет Мценского уезда (опера)
«Ле́ди Ма́кбет Мце́нского уе́зда» («Катерина Измайлова») — опера Дмитрия Шостаковича в 4 действиях, 9 картинах на либретто Д. Д. Шостаковича и А. Г. Прейса по мотивам одноимённой повести Н. С. Лескова. 
Премьера состоялась в январе 1934 года в Малом ленинградском оперном театре (МАЛЕГОТ).
Опера послужила поводом к осуждению композитора руководством коммунистической партии и была запрещена к постановке во второй половине 1930-х — 1950-х годах. 
В 1962 году поставлена (Москва) в автоцензурированном виде под названием «Катерина Измайлова»; 
в 1966 году снят фильм под тем же названием. 
Постановка оперы в оригинальном виде возобновлена в 1978 году (Лондон).

## Действующие лица
- Борис Тимофеевич Измайлов, купец (бас)
- Зиновий Борисович Измайлов, его сын (тенор)
- Екатерина Львовна Измайлова, жена Зиновия Борисовича (сопрано)
- Сергей, работник (тенор)
- Аксинья, кухарка (сопрано)
- Задрипанный мужичонка (тенор)
- Священник (бас)
- Квартальный (баритон)
- Сонетка, каторжница (меццо-сопрано)
- Старый каторжник (бас)
- Унтер (бас)
- Каторжница (сопрано)
- 1-й, 2-й, 3-й приказчики (тенора)
- Работник с мельницы (бас)
- Приказчик (бас)
- Кучер (тенор)
- Дворник (бас)
- Часовой (бас)
- Пьяный гость (тенор)

## Содержание либретто оперы

### Действие первое
Картина 1. 
Спальня в доме богатого купца Зиновия Измайлова. Екатерина Львовна (Катерина), молодая жена Измайлова, хорошо выспалась и выпила чаю с мужем. Изнывая от тоски и одиночества, она безуспешно пытается вновь заснуть, размышляет о бессмысленности своей замужней и обеспеченной жизни.
Её свёкор Борис Тимофеевич просит на ужин грибов и попрекает Екатерину бездетностью, на что та замечает, что вина в том не её. Свёкор предостерегает её от возможной измены мужу.
Борис Тимофеевич наказывает снохе потравить крыс в амбаре. «Сам ты крыса! / Тебе бы отравы этой!» — бормочет Катерина.
Узнав, что на мельнице прорвало плотину, Зиновий Борисович собирается в поездку. Он представляет отцу нового работника Сергея. Борис Тимофеевич заставляет работников прощаться с хозяином, а Катерину — дать мужу клятву верности.
Кухарка Аксинья рассказывает о Сергее: «Какую хочешь бабу до беды доведёт».
Картина 2. 
Катерина застаёт сцену развлечения дворни с Аксиньей, вступается за кухарку и грозит поколотить зачинщика Сергея. Сергей предлагает барыне «побороться»; в разгар борьбы появляется Борис Тимофеевич, грозит Катерине рассказать о сцене мужу, а дворню гонит на работу.
Картина 3. 
Одиночество Катерины, томящейся в спальне, нарушает Сергей, пришедший под предлогом «книжку попросить» и склоняющий её к физической близости.

### Действие второе
Картина 4. 
Борису Тимофеевичу не спится, ему везде мерещатся воры. Он вспоминает, как в молодости тоже не спал, «но по другой причине! / Под окнами чужих жён похаживал». Обходя дом, он замечает свет в окне невестки и решает зайти к ней, но слышит голос и видит, что «опоздал Борис Тимофеевич». Он останавливает и допрашивает Сергея, после чего созывает людей. На глазах Катерины Сергея избивают и запирают в кладовую.
Борис Тимофеевич зовёт Катерину и просит подать ему второй ужин, каковой и получает, приправленный крысиным ядом. Старик падает в агонии, и она забирает у него ключи от кладовой. Священнику, пришедшему исповедать умирающего, Катерина объясняет, что старик ночью поел грибков — «многие, их поевши, помирают…».
Картина 5. 
Сергей удручён предстоящим приездом Зиновия Борисовича: он не хочет быть тайным любовником Катерины. Она успокаивает его, но самой ей чудится проклинающий отравительницу призрак свёкра. За дверью раздаются шаги, это вернулся муж; Катерина прячет любовника. Заметив на кровати мужской поясок, Зиновий Борисович набрасывается на жену с побоями. На крик Катерины выходит Сергей, они душат мужа и прячут труп в погребе.

### Действие третье
Картина 6. Катерине не даёт покоя совершённое убийство: даже в день свадьбы с Сергеем она стоит у погреба, и это тревожит Сергея: «люди заметят». Дождавшись отъезда новобрачных в церковь, около погреба появляется «задрипанный мужичонка», ищущий выпить. Он взламывает замки и, обнаружив труп Зиновия Борисовича, бежит в полицию доносить.
Картина 7. Сцена в полицейском участке. Квартальный оскорблён, что его не пригласили на свадьбу Измайловой. «Задрипанный мужичонка» сообщает, что «у Измайловых труп в погребе». Оживившиеся полицейские направляются к Измайловым.
Картина 8. Свадебный пир. Пьяные гости со священником во главе славят новобрачных. Внезапно Катерина замечает, что замок на погребе сбит. Понимая, что убийство бывшего мужа обнаружено, она решает сбежать с Сергеем. Но в ворота уже стучат. Катерина сама протягивает полицейским руки, Сергей пытается сбежать с деньгами, но его задерживают, и новобрачных ведут в острог.

### Действие четвертое
Картина 9. Этап каторжан, среди которых Катерина и Сергей, останавливается на отдых. Катерина упрашивает часового пропустить её к Сергею, но тот грубо гонит её: «А кто до каторги меня довёл?» Сергей пробирается к молодой каторжнице Сонетке, домогается её любви, но та требует в плату новые чулки. Сергей обманом выманивает чулки у Катерины, чтобы тут же отдать их Сонетке. Каторжницы осыпают брошенную любовницу насмешками. Часовой усмиряет их, но Катерина уже не замечает происходящего вокруг.
Катерина подходит к Сонетке и, столкнув её в воду, бросается следом. Обе тонут.

## Фабульно-сюжетные отличия либретто оперы от повести
Повесть Н. С. Лескова представляет собой литературное произведение с вымышленной фабулой, стилизованное под физиологический очерк натуральной школы и изложенное обычным для этого автора сказом (хотя сказовость менее выражена, чем в наиболее известном рассказе Лескова «Левша»).
Либретто Д. Д. Шостаковича — А. Прейса следует фабульной канве повести, но все же несколько отличается от неё. Основные отличия следующие:
- В повести парочка любовников совершает три убийства: Бориса Тимофеевича, Зиновия Борисовича и малолетнего племянника («Фёдора Захарова Лямина»), причем третье убийство мотивировано исключительно корыстью и совершается с наибольшим хладнокровием. В либретто детоубийства нет, и племянник со своей матерью отсутствуют среди действующих лиц.
- В повести преступления Катерины и Сергея раскрываются благодаря свидетелю третьего убийства. В либретто «Задрипанный мужичонка» случайно обнаруживает «скелет в шкафу» (тело в погребе), причем в момент матримониальной кульминации отношений купчихи с работником. Это позволило либреттистам ввести в третье действие резко сатирическую «полицейскую» картину.
- В повести Катерина беременеет от Сергея и успевает по ходу действия родить ребёнка и отказаться от него при отправке на каторгу (причём спокойствие, с которым она отказывается от ребёнка, контрастирует с утверждением, высказываемым в начале повести, о том, что «самоё Катерину Львовну это» (бездетность брака) «очень печалило»). В либретто Катерина не беременеет и не рожает, бросать ей некого.
- Театральное прощание Катерины с мужем, при котором свёкор заставляет её принести «клятву верности», напоминающее сцены из классической русской драматургии (например, из «Грозы» А. Н. Островского), введено либреттистами.
- Снохаческие помыслы Бориса Тимофеевича во втором действии также полностью на совести либреттистов, в повести они отсутствуют.
- В повести (глава IV) Борис Тимофеевич порет Сергея втайне; причем последний, не желая огласки того, что пойман выходящим от Катерины, соглашается: «Моя вина — твоя воля … Говори, куда идти за тобой, и тешься, пей мою кровь». В либретто он подвергается публичному истязанию на глазах Катерины (что дает последней дополнительный мотив к ненависти).
- В либретто отсутствует яркий образ каторжницы «Фионы» (которая «… была русская простота, которой даже лень сказать кому-нибудь: „прочь поди“ и которая знает только одно, что она баба», глава XIII).

Отсутствие в либретто невинноубиенного отрока Федора Лямина и его многострадальной матери делает обстановку ещё более беспросветной, чем в повести. Однако, в отличие от последней, по Шостаковичу-Прейсу Катерина — трагическая фигура, заслуживающая в своей судьбе не только осуждения, но и сочувствия. Трагедия Катерины разворачивается на фоне фарсово драматизированного (за исключением трагической же партии «Старого каторжника» в четвёртом действии) изложения положений и поступков прочих лиц.

## История постановок и последующая судьба оперы
На выбор сюжета оперы могли повлиять выход в 1926 (1927?) году фильма Чеслава Сабинского «Катерина Измайлова» и — в 1930 году — переиздание повести в сопровождении иллюстраций, выполненных Б. М. Кустодиевым и предисловия, в котором говорилось об «отчаянном протесте сильной женской личности против душной тюрьмы русского купеческого дома».

### Первая редакция
Шостакович приступил к работе над оперой 14 декабря 1930 года и закончил партитуру (в первой редакции) 17 декабря 1932 года.
16 октября 1932 года постановочная работа над оперой началась в Московском музыкальном театре им В. И. Немировича-Данченко (дирижёр С. Самосуд, режиссёр В. И. Немирович-Данченко), а в январе 1933 года — в Ленинградском Малом оперном театре (дирижёр С. А. Самосуд). Премьера оперы в Ленинграде состоялась 22 января (менее чем за год опера в Ленинграде была представлена пятьдесят раз), а в Москве (под названием «Катерина Измайлова») — 24 января 1934 года. В этих двух театрах за два сезона опера прошла около двухсот раз.
26 декабря 1935 года состоялась премьера оперы в Большом театре, на сцене филиала (дирижёр А. Мелик-Пашаев, режиссёр Дмитрий Смолич).
В 1935 году состоялись также премьеры в Кливленде, Филадельфии, Цюрихе, Буэнос-Айресе, Нью-Йорке, Лондоне, Праге, Стокгольме; Музыкальным государственным издательством (Музгизом) издан её клавир.
В целом опера была хорошо принята публикой, критикой и тогдашним советским музыкальным начальством. Однако заметна была и критика, касавшаяся, в основном, экспрессии и изобразительного натурализма, усмотренного в музыке, например, композитором С. С. Прокофьевым («волны похоти») и критиком американской «The Sun» («порнофония»).
По ходу постановок либретто подвергалось значительному изменению; в 1932—1935 годах сложилось три (опубликованные) литературно-сценических версии произведения.
Отчасти изменение было связано со смягчением языка и натурализма в изображении сцен, так, в сцене первого диалога Катерины Львовны с Борисом Тимофеевичем (Картина 1) её реплики читаются:
(Партитура 1932 года) «Не моя вина! Не моя вина! … Не может Зиновий Борисович положить ко мне в утробу ребёночка».
(Либретто 1934 года) «Я сама грущу, я сама грущу … Самой веселее мне было бы‚ если бы родился ребёночек».
А в сцене забав дворни с Аксиньей (Картина 2) текст трансформировался следующим образом:
(Партитура 1932 года) «А ну, пощупай! Прижми, ещё. … Вот так вымя … … Разрешите пососать?»
(Либретто 1934 года) «Ай да Аксинья. Давай! Давай! … Вот так ручка … Разрешите посмотреть»
Более серьёзное изменение, могущее оказать влияние на понимание замысла произведения в целом, внесено в реплики Сергея в его разговоре после любовной сцены (Картина 3):
(Партитура 1932 года) «Зиновий Борисович-то‚.. хо, хо,.. жену не смог …».
(Либретто 1934 года) «Забудем про это».
«Если Катерина Львовна девственница — вот‚ оказывается‚ первопричина всех мценских событий — масштаб воздействия на нас рассказанной в опере истории становится принципиально иным», — комментирует это изменение Ю. Димитрин, и далее отмечает «полную несовместимость мыслимых в те времена коллизий на театральной сцене с тем, что грозилась поведать „миру победившего пролетариата“ эта история о замужней девственнице с пятилетним стажем (не имеющая, к слову сказать, ни к Лескову, ни к любому другому классику — и не только русскому — никакого отношения)».

### Осуждение и запрет
В начале 1936 года, после посещения (26 января) в рамках Фестиваля советской музыки оперы руководством коммунистической партии и советского правительства, включая И. В. Сталина, В. М. Молотова, А. А. Жданова и А. И. Микояна, она была подвергнута осуждению в «директивной» редакционной статье «Сумбур вместо музыки» в газете «Правда»: «Это музыка, умышленно сделанная „шиворот-навыворот“, — так, чтобы ничего не напоминало классическую оперную музыку, ничего не было общего с симфоническими звучаниями, с простой, общедоступной музыкальной речью».
Ю. М. Нагибин в письме к И. Д. Гликману назвал с определённостью имя автора статьи — Борис Резников, тогдашний сотрудник «Правды».
Эта публикация открыла серию статей, в которой Шостакович (как автор рассматриваемой оперы и балета «Светлый ручей») был подвергнут идеологическому осуждению («Балетная фальшь», «Ясный и простой язык в искусстве» в «Правде», многочисленные статьи в другой советской прессе). Наряду с традиционными попреками «формализмом» и «натурализмом», композитора обвиняли в «пренебрежительном отношении к народному творчеству».
За публикацией этих статей последовали резолюции ленинградских (7 февраля) и московских (15 февраля) композиторов, и опера была изъята из репертуара советских театров, хотя репрессий против композитора и солибреттиста не последовало. В 1937 году состоялась её премьера в Загребе, а в 1947 — в Венеции.
В 1948 году опера снова стала объектом критики со стороны коммунистов в связи с осуждением оперы В. И. Мурадели «Великая дружба».

### Вторая редакция
Как пишет И. Д. Гликман, в начале 1955 года «Ленинградский Малый оперный театр по инициативе его директора Б. И. Загурского задумал поставить „Леди Макбет Мценского уезда“. Затея эта оказалась трудной и сложной, ибо надо было получить в Министерстве культуры СССР разрешение на постановку оперы, которая не исполнялась с февраля 1936 года». По сообщению И. Д. Гликмана, 19 марта 1955 г. вечером Шостакович показал в Малом оперном театре новую музыкальную редакцию «Леди Макбет». (И. Д. Гликман «Письма к Другу», стр. 111). Вскоре, с помощью И. Д. Гликмана Дмитрий Дмитриевич редактирует и текст либретто. В письме к Гликману от 21 марта 1955 г. Шостакович, подробно изложив план изменений, пишет: «Те изменения, о которых я тебе сейчас написал, мне кажется, абсолютно необходимы, но вообще просмотри весь текст критическим взором. И если ты найдёшь нужным ещё что-либо исправить, то исправляй». (И. Д. Гликман «Письма к Другу», стр. 109—110).
18 февраля 2016 года в Большом театре состоялась премьера оперы во второй редакции в постановке Римаса Туминаса.

### Вторичный запрет
Впоследствии И. Д. Гликман пишет, что, для получения разрешения на постановку оперы, по настойчивой просьбе Б. И. Загурского, Шостакович, скрепя сердце, «лично обратился к первому заместителю председателя Совета министров СССР Вячеславу Михайловичу Молотову», в результате чего «последовало распоряжение о создании комиссии для ознакомления со второй редакцией „Леди Макбет“». (И. Д. Гликман «Письма к Другу», стр. 119).
Комиссия была создана лишь спустя три месяца — и опера была запрещена вторично. При этом, Кабалевский и Хубов "всё время ссылались на статью «Сумбур вместо музыки», повторяя, «что статью до сих пор никто не отменял и она сохранила свою силу и значение» (И. Д. Гликман «Письма к Другу», стр. 120—121).
Так началась почти восьмилетняя борьба за её постановку, включающая обсуждение в различных инстанциях, постановку в репертуарные планы Малого оперного и Ленинградского Театра оперы и балета им. Кирова, перенос сроков.
Тем временем в 1957 году опера ставится в первоначальной редакции в Познани и Дюссельдорфе.

### Возобновление постановок в СССР
26 декабря 1962 года состоялась премьера второй редакции оперы (под названием «Катерина Измайлова») в Музыкальном Театре им. К. С. Станиславского и В. И. Немировича-Данченко. Вторая редакция оперы ставилась также в Ленинграде, Риге, Лондоне (1963), Загребе, Хельсинки, Ницце, Пече (Венгрия), Сан-Франциско (1964), Вене, Казани, Киеве, Русе (Болгария), Ленинграде, Будапеште (1965), Флоренции, Тарту (1966), Белграде, Сараево (1967), Лейпциге (1969), Берлине, Копенгагене (1973), Варшаве (1976), Таллине (1977). В 1965 году издательством «Музыка» опубликованы клавир и партитура второй редакции.
Эта редакция была выпущена в грамзаписи (фирмами «Мелодия» и, затем, по лицензии, «EMI»), и по ней в 1966 году был снят одноимённый фильм-опера.

### Реконструкция первой редакции
В 1978 году в Лондоне М. Л. Ростроповичем была осуществлена студийная постановка оперы с Лондонским симфоническим оркестром в её первоначальной редакции. Р. Осборн утверждает (без ссылки на источник), что реконструкция оперы Ростроповичем была выполнена по желанию самого Шостаковича, высказанному незадолго до смерти. По большей части текст исполненной в 1978 году оперы восходит к опубликованному в партитуре 1932 года (см. указанные выше различия в текстах Картин 1 и 2), однако в отдельных сценах (например, указанное различие в Картине 3) поется текст либретто 1935 года.
В 1979 году той же фирмой «EMI» выпущена грамзапись этой постановки, перевыпущенная в 2002 году на компакт-дисках. В 1979 году Издательством Г. Сикорского опубликована партитура первой редакции оперы.
После авторитетной «лондонской» записи и публикации партитуры первой редакции оперу продолжают ставить как в первоначальной (Сполето (1980), Оснабрюк (1982), Лондон (1987), Милан (1992), Амстердам (1994), Нью-Йорк, Париж (1995), Мариинский театр (Санкт-Петербург, 1996), Геликон-опера (Москва, 2000)) так и во второй (Большой театр, 1980), Мариинский театр, Екатеринбург (1995). В 1994 году в Минске опера была представлена в «смешанной» редакции, включающей элементы первоначальной и второй редакций. В 1992 году М. Л. Ростроповичем и П. Вейглем был создан видеофильм-опера (по первой редакции).
12 сентября 1996 года в Большом зале Санкт-Петербургской филармонии им. Д. Д. Шостаковича Ростропович представил концертное исполнение оперы.
26 января 2006 года в Новосибирском государственном академическом театре оперы и балета состоялась постановка оперы, где действие перенесено в современность. Использована первая редакция оперы. Всем зрителям выдавались программки с репринтным изданием газеты, с опубликованной статьёй «Сумбур вместо музыки».
В 2015 году, реконструированная норвежским режиссёром Оле Андерсом Тандбергом, опера была поставлена на сцене Оперного театра в Осло, а в январе 2017 года этим же режиссёром впервые поставлена на сцене Финской национальной оперы. Действие перенесено режиссёром на один из малообитаемых островов на севере Норвегии.
В 2016 году первая редакция была поставлена в Самарском театре оперы и балета. Режиссёр-постановщик — Георгий Исаакян, художник-постановщик — Вячеслав Окунев, дирижёр-постановщик — Александр Анисимов, художник по свету — Ирина Вторникова.